# 幸田朋弘
幸田 朋弘（こうだ ともひろ、5月27日 - ）は、日本の漫画家。男性。
1994年、少年画報社の『ヤングキング増刊 ヤングキングアワーズ』No.5に掲載された『円（つぶら）な話』でデビュー。
2022年現在、成人向け漫画雑誌『COMIC阿呍』（ヒット出版社）にて不定期に活動中。
同人活動ではサークル「幸田ん舎」を主宰している。

## 作品リスト
- 『セカンドすて～じ』 1998年10月発売、大都社〈ハードコミックス〉、ISBN 4-88653-626-3
  - 『セカンドすて～じ 新装版』 ヒット出版社〈セラフィンコミックス〉、全2巻
    1. 2006年5月発売、ISBN 4-89465-324-9
    2. 2006年6月発売、ISBN 4-89465-325-7
- 『きらが行く』 1998年10月発売、少年画報社、ISBN 4-7859-1875-6
  - 『きらが行く 新装版』 2005年10月発売、ヒット出版社〈セラフィンコミックス〉、ISBN 4-89465-313-3
- 『琴乃でRANBU! 傑作短編集』 1999年11月発売、大都社〈ハードコミックス〉、ISBN 4-88653-630-1
- 『東方鉄腕小町ドキドキ♥ロコモーション』 少年画報社〈ヤングキングコミックス〉、全3巻
  1. 2000年7月発売、ISBN 4-7859-2007-6
  2. 2001年6月発売、ISBN 4-7859-2095-5
  3. 2002年3月発売、ISBN 4-7859-2168-4
- 『とりぷるさんしゃいん』 2002年12月発売、ヒット出版社〈セラフィンコミックス〉、ISBN 4-89465-217-X (※成年マーク付き)
- 『Petit-ろいど3』 ヒット出版社〈セラフィンコミックス〉、全3巻 (※成年マーク付き)
  1. 2003年8月発売、ISBN 4-89465-236-6
  2. 2004年6月発売、ISBN 4-89465-273-0
  3. 2005年2月発売、ISBN 4-89465-293-5

  - 『Petit-ろいど3 愛蔵版』[4][5] ヒット出版社〈セラフィンコミックス〉、全2巻 (※成年マーク付き)
    1. 2008年10月発売、ISBN 978-4-89465-413-6
    2. 2008年11月発売、ISBN 978-4-89465-414-3
- 『やめて!お姉ちゃん』 2006年5月13日発売、ヒット出版社〈セラフィンコミックス〉、ISBN 4-89465-328-1 (※成年マーク付き)
- 『セカ×セカっ 1』[6] 2007年9月13日発売、ヒット出版社〈セラフィンコミックス〉、ISBN 978-4-89465-371-9、全1巻 (※成年マーク付き)
巻数が表記されているが『ちょこっとLOVERS』のあとがきで「セカ×セカっACT.8」をもって未完となった事が記載されている。
- 『ちょこっとLOVERS』 2010年9月10日発売[7]、ヒット出版社〈セラフィンコミックス〉、ISBN 978-4-89465-490-7 (※成年マーク付き)
「セカ×セカっACT.8」収録。
- 『コメコメSelection』 2014年9月17日発売[8]、ヒット出版社〈セラフィンコミックス〉、ISBN 978-4-89465-642-0 (※成年マーク付き)
- 『うぇざちぃず』 2019年9月28日発売[9]、ヒット出版社〈セラフィンコミックス〉、ISBN 978-4-89465-811-0 (※成年マーク付き)